# Сребреничке џамије
Сребреничке џамије један су од најбитнијих друштвено-историјских и културно-цивилизацијских садржаја које су, не само са својим верским, културним и васпитно-образовним садржајим већ и са осталим сребреничким друштвено-историјским и културно-цивилизацијским субјектима више од 500 година у континитету, учествовале у изградњи мултилатералног идентитета друштвено-историјске реалности Сребренице.
Прва изграђена џамија у Сребреници је „Тврђавска џамија”, изграђена, или у периоду од 1439. до 1444. године (када су Османлије први пут непрекидно пет година владале Сребреницом), или вероватније 1462. године, од када је Сребреница у сталној власти Османлија. Од друге половине 15. века у Сребрници се граде нове, руше старе а оне поново обнављају порушене и тако све до данашњих дана. Међу њима су најпознатије: Прва градска џамија изграђена у периоду између 1481. и 1512. године (највероватније на локација данашње Ђозића џамије у Црвеној Ријеци или, на месту данашње Чаршијске џамије), Бијела џамија изграђена на рушевинама дубровачке хришћанске Цркве Цветог Николе, након њеног рушења 1686. године (за време Бечког рата и одласка Фрањеваца и католичког становништва из Сребренице), Џамију у Петричу (за коју се не зна када је изграђена) и друге, које ће бити описане у нанставку.

## Предуслови
Сребреница је једно од најстаријих насеља, не само у Босни и Херцеговини већ и на Балканском полуотрву. У вишевековном друштвено-историјског развоју, условљеном пре свега рударством, Сребреница је била миграционо подручје, на коме су аутохтони становници Сребренице живели и мешали се са досељаваним имигрантима, пре свега Дубровчанима, Сасима, Османлијама, Власима, Србима и другима.
Како су досељени становници по правилу били различитих етничких али и религијских припадности, неминовно поред културног и биолошког мешања становништва Сребреница је постала не само мултиетнична већ и мултирелигиозна средина. Прем историјским подацима у религијском смислу сви становници Сребренице почетком 15. века били су припадници Цркве босанске. О томе се у „Љетопису деспота Стефана Лазаревића” од Константина филозофа каже за становнике Сребренице, „да су сви ереси богумилске.”
Након успостављања Османске државне управе и насилне смене власти средњовековне босанске државе, десиле су се најзначајније друштвене промене укључујући и процес прихватања ислама. Прихват ислама на подручју Сребренице, као уосталом и у другим крајевима Босне и Херцеговине, није значио само промену религијских уверења и религијских обреда, већ и промену укупних друштвено-културних садржаја друштвеног живота. Рад католичке и православне цркве замире, делом због исељавања, а делом због асимилације становника ових вероисповести, тако да ће се након нестанка Сребреничке митрополије дуго осећати у Сребреници недостатак архијерејског трона као и несигурност преосталог Православног живља.
Битне карактеристике прихватања ислама као друштвено-религијског процеса била је поступност (и трајала је најмање један век), а огледала се кроз изградња исламских религијских објеката, међу којима су предњачиле џамије, и формирања друштвеног слоја исламски образованих људи који су својом делатношћу утицали на укупни динамизам босанског друштва у османском периоду.
Да су значајну улогу у друштвено-религијском процесу у Сребреници имале сребреничке џамије и имамска фамилија Ђозић, потврдили су многобројни историјски извори. Имамска фамилија Ђозић староседелачка је породица Сребренице чије је живљење у Сребреници дуго, више од 300 година, и чија је карактеристика фамилије непрекинута традиција имамског позива дуга, такође, преко 300 година, што их сврстава међу најзначајније имамске фамилије у Босни и Херцеговини.

## Тврђавска џамија
Како се процес прихватања ислама у Сребреници одвијао споро, а подручје било изложено послератним нетрпељивостима становништва према Османлијама, ради заштите прва џамије у Сребереници изграђена је око 1462.године, у тврђави под војном посадом, којој је и прво била намењена.
Докази о постојању Тврђавске џамије у Сребреници су:
- Први попис Зворничког санџака из 1519. и 1533. године, у коме пише:

| „ | Мјесто Сребреница, рудник је сребра; тврђава јој је уређена; чувана је уз плаћу; има диздара, ћехају, хатиба и имама. | ” |

- Постојање, између осталих вакуфа у Сребреници, и вакуфа Тврђавске џамије, за који се може везати и пстојање Тврђавске џамије у Сребреници.[9]

## Прва градска џамија у Сребреници
Прва градска џамија изграђена је у Сребреници пре 1512. године. Она је носила назив и Царска џамија, јер је изграђена за време владавине Османским царством Бајезита II (Бајезита Велије (1481—1512), како га назива Евлија Челеби у својим „Путописима”:
| „ | Главна је Бајезид Велијина џамија. То је једноставна богомоља у старом стилу с једним минаретом, а покривена ћерамитом. | ” |

Прва сребреничка градска џамија није успела да „преживи” бројне немире и ратна разарања Сребренице током протеклих векова. Није сачуванана, а не зна се ни њена тачна локација на којој је била изграђена.

## Чаршијска џамија
Чаршијску џамију или Хаџи Селманагину џамију изградио је, или обновио, Хаџи Селманага Селманагић 1836. године, по чијем имену је познатија. Била је са дрвеном мунаром скромних димензија, као и остале сребреничке џамије. Због дотрајалостии лошег материјала од кога је изграђена, била је склона паду, па је 1988. на њеном плацу саграђена нова џамија, коју је 1995. године порушила Војска Републике Српске у рату на простору Босне и Хедрцеговине.
Џамија је после ратних сукоба, поноово изграђена у измењеном облику, са високом мунаром и три шерефета, и свечано отворена 16. јула 2011. године.

## Ђозића џамија
Ђозића џамија, Џамија „Црвена ријека” или „Шарена џамија”, како су је највише мештани звали у последње време, имала је минберу и у њој су се клањали и џума и бајрам-намази. Један од доказа да је локација прве градске џамије у Сребреници управо махала Црвена ријека је и чињеница да се у попису вакуфа у Сребреници спомиње Вакуф Џамија „Црвена ријек”а или „Шарена џамије”, која је тако називана јер је била посебно украшена бојама (што не наки начин указује на њену посебност у односу на друге сребреничке џамије).
Током рата у Босни и Херцеговини џамије је до темеља, као и све џамије на подручју општине Сребренице. Поново је обновљена захваљујући вакифу Месуду Ђозићу и његовом брату Адибу Ђозићу, јула 2015. године.

## Бегића џамија
У сребреничком насељу Видиковац ова џамија изграђена је 1989. године. Њен вакиф био је Азем Бегић, родом из села Лука.
Џамија је порушена у рату 1995. године. У току је њена обнова, коју обављају синови Азема Бегића.

## Бијела џамија
Бијела џамија или Хаџи Скендер-бегова џамија у Сребреници изграђена је с краја 17. века на рушевинама дубровачке цркве Светог Николе, након одласка Фрањеваца из Сребренице са аустријском војском, 1866 године. Како одласком католика Цркву више није имао ко обнављати а у Сребреници, се муслиманско становништво стално увећавало због прилива избјеглица са територија које је од Османлија заузимала Аустрија, донета је одлука да се на њеном месту подигне џамија?
На првобитну фрањевачку грађевину османлијски градитељи изградили су оквир улаза у Белу џамију, мунару и михраб који је окренут према Каби којој се верници окрећу у обављању молитве. Према одређеним назнакама, османлијски градитељи одлучили су се за скраћење арене тадашње цркве Светог Николе, тако да су првобитни објекат значајно смањили.
| „ | У њој су се некада видели делови лађе једне цркве којој је одсечено светиште и преиначено западно прочеље. Дворана, како је била сачувана, правоуглог је облика са по два пиластра на дужним странама који прерастају у оштро засведена појачања свода. Сам свод је такође готички оштро засведене. Оквир улаза изграђен је у турско доба. Партерни део мунаре чини се као да је стара градња, иако не оставља утисак да је то грађевина истовремена са црквом. Михраб се налазио у источној половини југоисточног зида који је накнадно изграђен, и чија дебљина износи готово половину дебљине старих зидова. Свакако бисмо на спојним местима зачелног зида и бочних зидова могли очекивати још један пар пиластара, који су, вероватно приликом преградње, порушени. | ” |

У свом Путопису из 1660.године Евлија Челебија пише да је „Сребреница тада била развијена касаба од шест махала са шест џамија, једном текијом, три мектеба, једним ханом и једним јавним купатилом, те са седамдесет еснафских дућана.” Међу те џамије није убројана данашња Бијела џамија.
На џамији су 1935. године изведени обимнији радови на рестаурацији и проширењу за још једну дворану. Такође се и њен спољни изглед тада знатно променио, а мунара се нашла на средини објекта.
У дворишту џамије налази се старо мезарје-шехитлуке на којем су вековима сахрањивани Сребреничани исламске вероисповести.
Војска и Полиција Републике Српске порушиле је Бијелу џамију до темеља 1995. године. Обновљена је донацијом Малезијске владе и поново отворена 28. септембра 2002. године.

## Џамија у Петричи
Џамија у Петричи изграђена је у локалној заједници која се звала Петрич–Махали (мада постоје индиције да се могла звати и Мисирлије или Злативоде) и по њој је највероватније названа џамија Петрич. Тачан датум изградње није утврђен, јер не постоје писани трагови.
Џамија је павоугаоне основе, спољашњих страница димензија 10 x 7,5 m. Зидана је од локалног ломљеног и грубо притесаног камена све до кровне конструкције. Зидови су јој дебели 98 cm a високи шест метарa. Џамија је на четири воде, а до њеног рушења била је покривена црепом, када је посљедњи пут обновљена 1983. године.
Рушена је у ратним сукобима на постору бивше Југославије 1995. године. Обнова џамије још није почела.

## Стање џамија после рата на простору Босне и Херцеговине
Пре рата, вођеног на простору Босне и Херцеговине од 1992 до 1995. године, на подручју Општине Сребреница било је 23 џамије, три месџида, један Исламски центар и један мектеб. Сви ови објекти исламске духовности и културе до темеља су срушени у рату, као резултат међунационалне и међуверске нетрпељивости сукобљених страна. Осим џамија у Луци и Слаповићима, које су спаљене,  остале су биле до темеља срушене.
До 2016. године реновирано је 19 џамија, изграђен је Исламски центар, а у завршној фази су радови на изградњи Бошњачког културног центра, Од 19 реновирану џамија једна (у Подгају) је новоизграђена јер није раније постојала.

## Супротстављени ставови о броју џамија у Сребреници
Да ли је 23 џамија превише џамија на малом подручју какво је Општина Сребреница у којој живи 13.409 становника по попису из 2013. године?
Одговор на то питање даје, и постојање оволиког броја џамија најбоље образлаже у једном од својих говора ефендија Алија Табаковић, Председник Меџлиса из Сребренице:
| „ | Постоје на неки начин и оправдана питања људи је ли то и превише на подручју једне општине? Наш одговор је да то није превише, јер то су објекти који се не обнављају зато што је то неки инат или каприц, него је то воља људи. Има људи на терену који нису себи обновили кућу, али хоће да обов џамију. Џамија је једним делом људима сигурност у нашим местима и ми свакако чинимо све што је у нашој могућности да организујемо акције, али и средства која ми можемо обезбиједити да се све џамије на подручју нашег Меџлиса обнове. | ” |